# Deutsche Schwimmmeisterschaften 1995
Die 107. Deutschen Meisterschaften im Schwimmen fanden vom 22. bis 25. Juni 1995 in der Sportschule der Bundeswehr in Warendorf statt.
| Disziplin           | Männer             | Männer              | Männer | Frauen                | Frauen              | Frauen |
| Disziplin           | Name               | Verein              | Zeit   | Name                  | Verein              | Zeit   |
| ------------------- | ------------------ | ------------------- | ------ | --------------------- | ------------------- | ------ |
| 50 m Freistil       | Torsten Spanneberg | SV Halle            |        | Franziska van Almsick | SC Berlin           |        |
| 100 m Freistil      | Torsten Spanneberg | SV Halle            |        | Franziska van Almsick | SC Berlin           |        |
| 200 m Freistil      | Steffen Zesner     | SC Berlin           |        | Franziska van Almsick | SC Berlin           |        |
| 400 m Freistil      | Steffen Zesner     | SC Berlin           |        | Julia Jung            | Dillenburg          |        |
| 1500 m Freistil     | Steffen Zesner     | SC Berlin           |        |                       |                     |        |
| 100 m Brust         | Jens Kruppa        | SC DHfK Leipzig     |        | Silvia Pulfrich       | SV Nikar Heidelberg |        |
| 200 m Brust         | Jens Kruppa        | SC DHfK Leipzig     |        | Silvia Pulfrich       | SV Nikar Heidelberg |        |
| 100 m Rücken        | Tino Weber         | SC DHfK Leipzig     |        | Antje Buschschulte    | SG Hamburg          |        |
| 200 m Rücken        | Jirka Letzin       | Rostock             |        | Cathleen Rund         | SC Berlin Neukölln  |        |
| 100 m Schmetterling | Fabian Hieronimus  | SV Nikar Heidelberg |        | Julia Voitowitsch     | SG Frankfurt        |        |
| 200 m Schmetterling | Oliver Lampe       | SV Arpke            |        | Katrin Jäke           | SC DHfK Leipzig     |        |
| 200 m Lagen         | Jens Kruppa        | SC DHfK Leipzig     |        | Daniela Hunger        | Preussen Berlin     |        |
| 400 m Lagen         | Robert Seibt       | SG Coubertin Berlin |        | Daniela Hunger        | Preussen Berlin     |        |